# Народная самооборона (Россия)
Народная самооборона — российская анархистская организация.
Организация возникла в 2013 году в результате раскола «Автономного действия», крупнейшей на тот момент российской анархистской организации. В начале она называлась «Автономное действие (Социал-Революционное)», а в 2015 году была переименована в «Народную самооборону». Одним из её лидеров был Святослав Речкалов.
Организация позиционирует себя как «общественно-политическую организацию непартийного типа» и анархистскую медиаплатформу, которая публикует статьи на тему анархизма и новости об акциях. Она также занималась защитой жильцов выселяемых общежитий, борьбой с работодателями, которые не выплачивают зарплаты работникам. Члены организации дежурили в квартирах, которые у жителей Москвы пытались отобрать коллекторы.
В справке, полученной РИА Новости в правоохранительных органах, говорится, что сторонниками «Народной самообороны» с декабря 2017 года по декабрь 2018 года проведено 247 «акций экстремистского характера» в 40 городах России, в том числе один террористический акт в Архангельске, один факт публичного оправдания террористической деятельности и пять случаев хулиганства и вандализма.
14 марта 2018 года Святослав Речкалов был задержан на два дня. По его утверждению, его избивали, пытали электротоком, требуя называть имена других анархистов и признаваться в причастности к их акциям. После освобождения Речкалов получил политическое убежище во Франции.
Начиная с 2018 года против организации начинаются масштабные репрессии, по всей стране проводятся сотни обысков и задержаний, сопровождаемых возбуждением уголовных дел. В результате этого деятельность движения прекратилась.
В сентябре 2022 года Челябинский областной суд признал «Народную самооборону» террористической организацией.

## Деятельность организации
С 2013 года участники «Народной Самообороны» организовывали в Москве и других городах демонстрации анархистов, легальные и нелегальные акции. Так, были организованы первомайские шествия анархистов в 2013—2015 годах, анархистские блоки на антивоенных маршах мира в 2014 году, а также на демонстрации против реформы образования в том же году. На медиа-ресурсах организации сообщалось о проведении нелегальных акций — несанкционированный марш в районе метро «Бауманская» в годовщину революции, 7 ноября 2013 года; акция у посольства Украины в феврале 2014, в поддержку Евромайдана, а также многие другие.
Главным направлением члены организации рассматривали социальную борьбу. Так, в 2013 году участники «Народной Самообороны» активно защищали жителей, выселяемых из общежитий Москвы. Зачастую это приводило к физическим конфликтам с сотрудниками частных охранных предприятий, занимающихся выселением общежитий. Самый громкий инцидент произошёл 19 января 2013 года, когда несколько десятков анархистов и антифашистов взяли штурмом здание общежития компании «Московский шёлк». 
С 2013 года участники организации также организовали защиту квартир москвичей, атакуемых квартирными рейдерами. На атакуемых квартирах организовывались дежурства, неоднократно происходили физические столкновения с рейдерами. Наряду с этим, «Народная Самооборона» занималась борьбой с недобросовестными работодателями, оказывая на них давление с целью выплаты заработной платы работникам. Также занимались борьбой с фирмами-мошенниками, вымогающими под разнообразными предлогами деньги у москвичей. Кроме того, участники организации принимали участие во множестве социальных конфликтов на территории Москвы и других городов — посещали забастовки, протесты против точечной застройки, вырубки парков и тд.
Начиная с 2017 года активизировалась нелегальная уличная деятельность организации. Было организовано большое количество кампаний по разнообразным темам (солидарность с политзаключенными, поддержка бастующих дальнобойщиков, протест против полицейского насилия, и тд). В рамках проводимых кампаний анархисты в разных городах проводили несанкционированные акции, символически атаковали органы власти с использованием пиротехники, устраивали нелегальные демонстрации, массово распространяли анархисткие агитматериалы или граффити, проводили одиночные пикеты. Самой массовой получилась кампания в поддержку обвиняемых по делу «Сети»
Всего же, по подсчётам российских правоохранительных органов, в течение 2018 года участниками и сторонниками организации было проведено 247 «экстремистских актов».

## Уголовные дела
Участники организации неоднократно становились фигурантами уголовных дел. В 2015 году был задержан Дмитрий Бученков, рассматриваемый сотрудниками правоохранительных органов в качестве одного из лидеров «Народной Самообороны». Бученков был обвинён в участии в беспорядках на Болотной площади 6 мая 2012 года. После обвинения, Дмитрий бежал из страны и был приговорён заочно к двум с половиной годам лишения свободы
В 2018 году в Челябинске были задержаны анархисты Дмитрий Цибуковский и Анастасия Сафронова, которых обвинили в нападении на местное управление ФСБ. Дмитрия обвинение считало одним из лидеров местного отделения «Народной Самообороны»
Тогда же в Москве за нападение на офис «Единой России» были задержаны анархисты Елена Горбань и Алексей Кобаидзе, которых следствие также назвало участниками «Народной Самообороны». Позже, в марте 2018 года, по этому делу были задержаны московские анархисты Святослав Речкалов и Андрей Ейкин. Речкалов заявил, что под пытками его вынуждали назвать себя «лидером Народной Самообороны». Также в материалах дела «Сети» Речкалов упомянут в качестве лидера этой организации. Ещё позже, в феврале 2019 года, в Москве и Московской области были задержаны 12 человек, связанных, по мнению ФСБ, с движением «Народная самооборона». Среди них были математик Азат Мифтахов и активист Даниил Галкин. Оба заявляли о применяемых к ним пыткам.
Также с «Народной Самообороной» следствие пыталось связать вологодского анархиста Рустама Гатамова, обвиняемого в броске бутылки с зажигательной смесью в офис местного отделения партии «Единой России»
Спецслужбы пытались связать с организацией анархиста Михаила Жлобицкого, взорвавшего бомбу в здании ФСБ осенью 2019 года. После теракта, совершенного Жлобицким, по всей стране были проведены обыски и допросы подозреваемых в причастности к организации, а также подписчиков страниц «Народной Самообороны» в социальных сетях. Одним из задержанных был участник движения, калининградский анархист Вячеслав Лукичев, которому вменили размещение в интернете текста, оправдывающего поступок Жлобицкого. Впоследствии, Вячеслав был осужден за этот пост, а ещё десятки человек подверглись преследованиям за одобрительные комментарии или репосты записи.